# Satyschschja
Satyschschja (ukrainisch Затишшя;russisch Затишье Satischje) ist eine Siedlung städtischen Typs im Südwesten der Ukraine, etwa 117 Kilometer nördlich von Odessa entfernt. Sie liegt an der Eisenbahnstrecke von Chmelnyzkyj nach Odessa etwa 9 Kilometer östlich der ehemaligen Rajonshauptstadt Sachariwka.

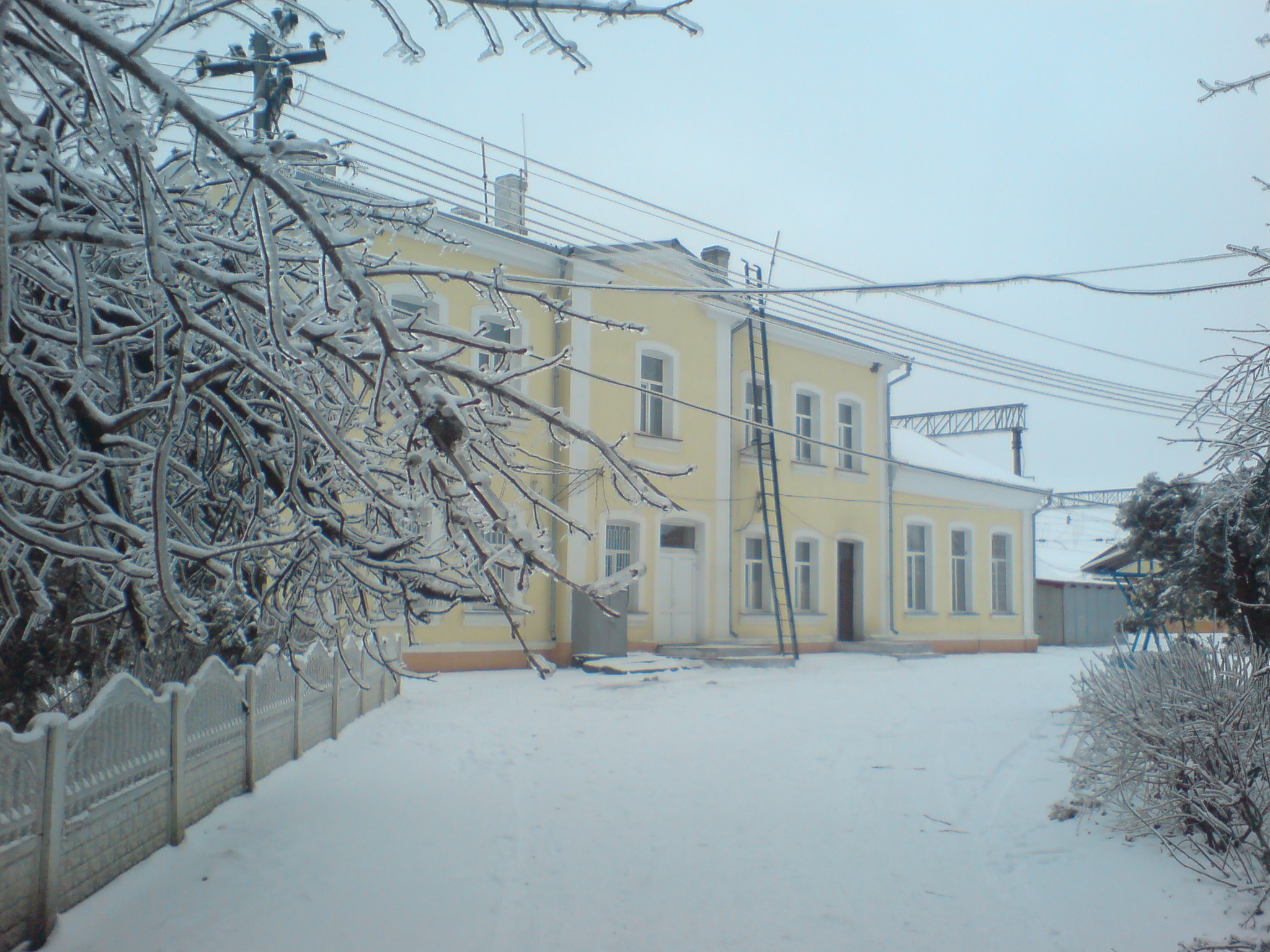
Bahnhof

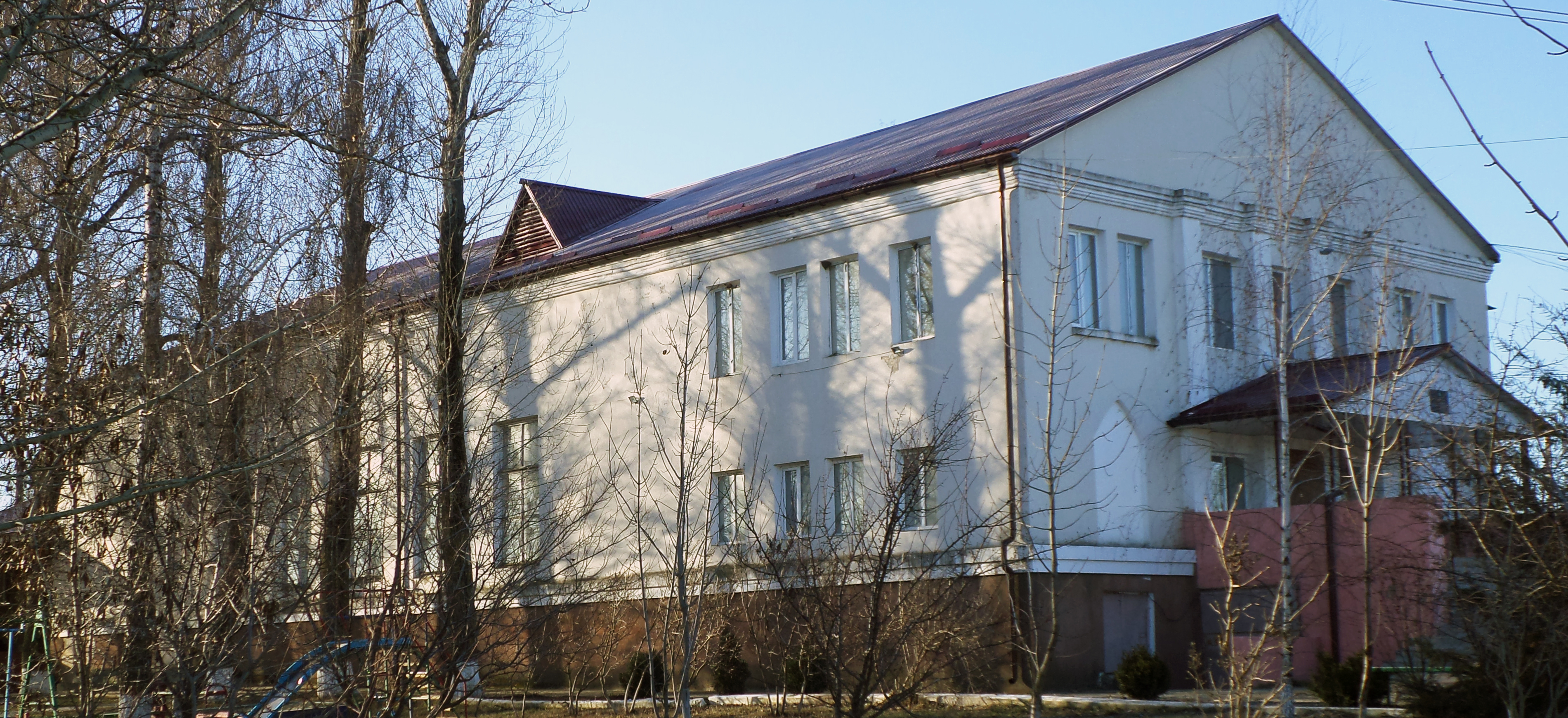
Kulturhaus

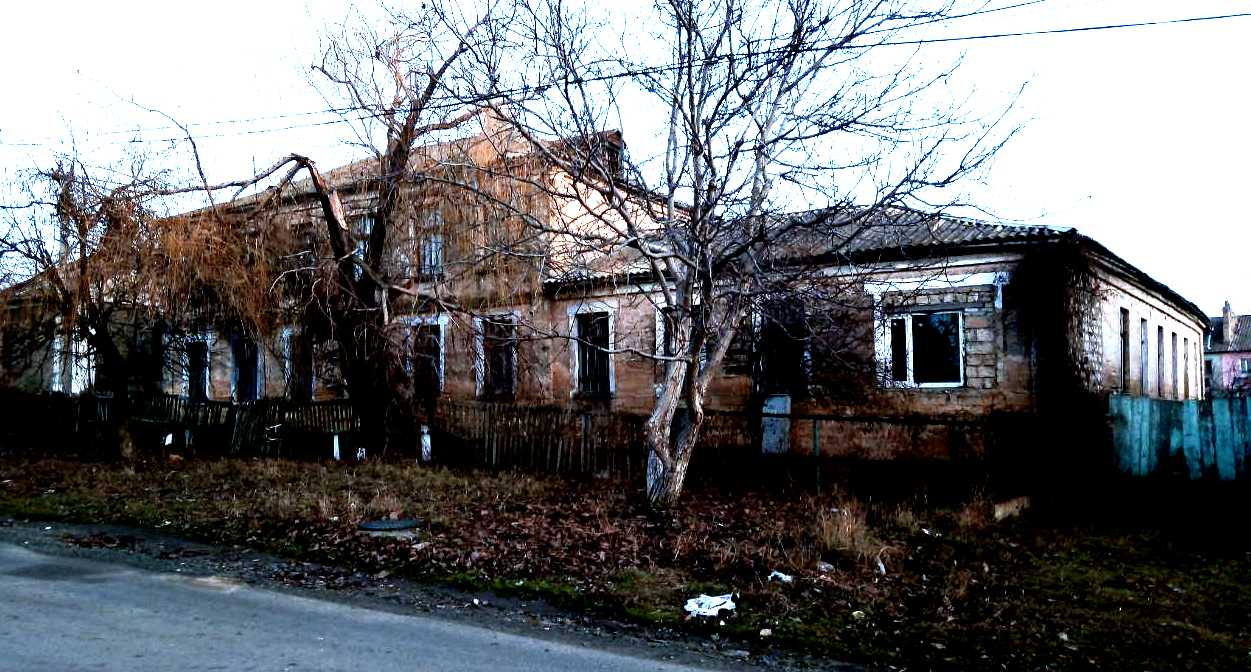
Altes Haus

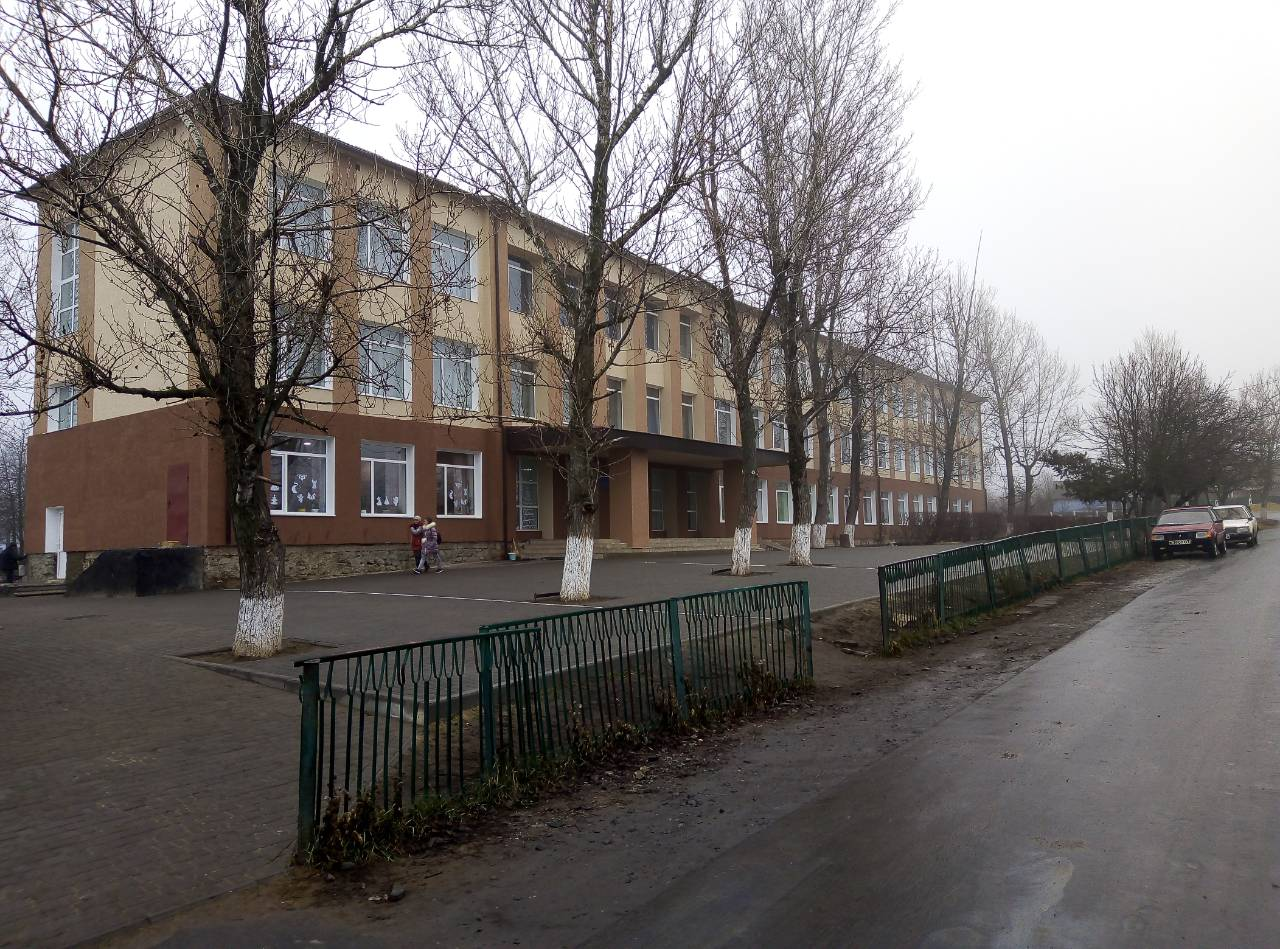
Die Schule

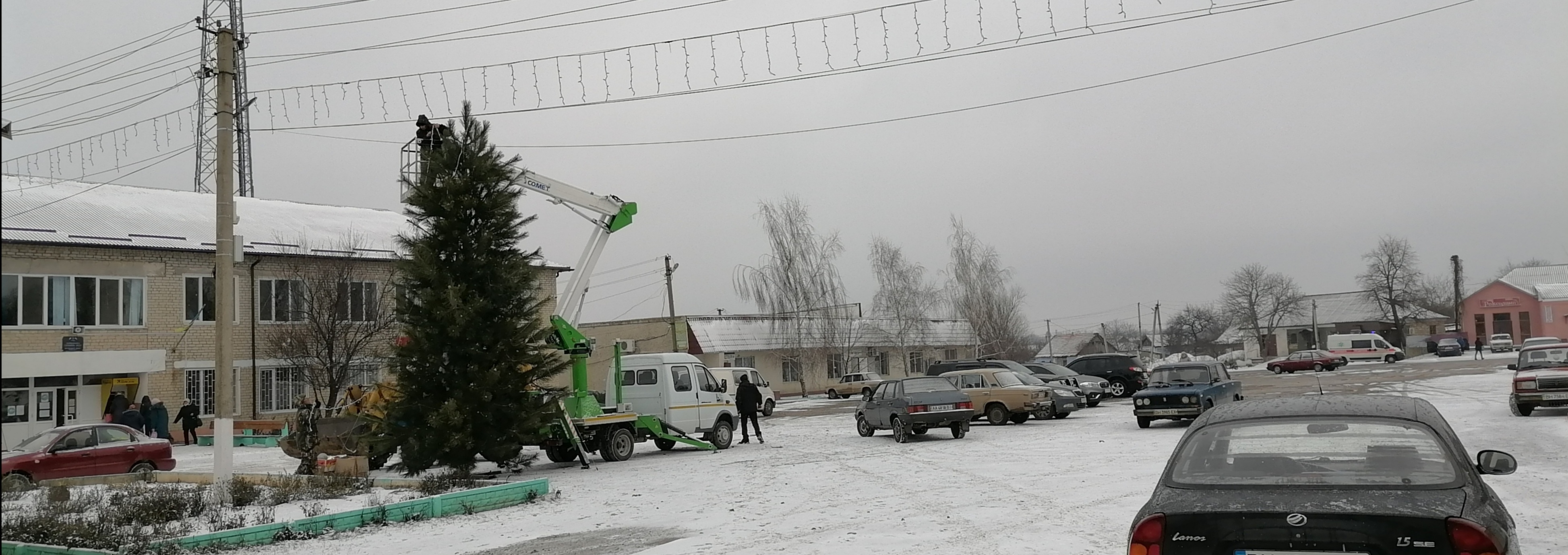
Zentraler Platz am Vorabend des neuen Jahres 2022

Der Ort entstand nach dem Bau der Eisenbahn von Odessa nach Kotowsk (Bahnstrecke Krasne–Odessa) in den 1860er Jahren, als hier ein Eisenbahnhaltepunkt errichtet wurde. 1865 wurden Satyschschja zum ersten Mal offiziell erwähnt, seit 1964 hat der Ort den Status einer Siedlung städtischen Typs.

## Verwaltungsgliederung
Am 8. September 2015 wurde die Siedlung zum Zentrum der neugegründeten Siedlungsgemeinde Satyschschja (Затишанська селищна громада/Satyschanska selyschtschna hromada), zu dieser zählen auch noch die 12 in der untenstehenden Tabelle angeführten Dörfer, bis dahin bildete sie zusammen mit den Dörfern Andrussowa, Druscheljubiwka, Hederymowe Persche, Krasnopil, Nowa Hryhoriwka, Sahirja, Skyneschory und Wessela Balka die gleichnamige Siedlungsratsgemeinde Satyschschja (Затишанська селищна рада/Satyschanska selyschtschna rada) im Osten des Rajons Sachariwka.
Am 12. Juni 2020 kamen noch die Dörfer Perechrestowe, Perechrestowe Persche und Petriwka zum Gemeindegebiet.
Seit dem 17. Juli 2020 ist sie ein Teil des Rajons Rosdilna.
Folgende Orte sind neben dem Hauptort Satyschschja Teil der Gemeinde:
| Name                     | Name               | Name                                       |
| ukrainisch transkribiert | ukrainisch         | russisch                                   |
| ------------------------ | ------------------ | ------------------------------------------ |
| Andrussowa               | Андрусова          | Андрусова (Andrussowa)                     |
| Druscheljubiwka          | Дружелюбівка       | Дружелюбовка (Druscheljubowka)             |
| Hederymowe Persche       | Гедеримове Перше   | Гедеримово Первое (Gederymowo Perwoje)     |
| Iwaniwka                 | Іванівка           | Ивановка (Iwanowka)                        |
| Krasnopil                | Краснопіль         | Краснополь (Krasnopol)                     |
| Maloroschowe             | Малорошове         | Малорошево (Maloroschewo)                  |
| Nowa Hryhoriwka          | Нова Григорівка    | Новая Григоровка (Nowaja Grigorowka)       |
| Perechrestowe            | Перехрестове       | Перекрестово (Perekrestowo)                |
| Perechrestowe Persche    | Перехрестове Перше | Перекрестово Первое (Perekrestowo Perwoje) |
| Petriwka                 | Петрівка           | Петровка (Petrowka)                        |
| Sahirja                  | Загір'я            | Загорье (Sagorje)                          |
| Skyneschory              | Скинешори          | Скинешоры (Skineschory)                    |
| Torossowe                | Торосове           | Торосово (Torossowe)                       |
| Wessela Balka            | Весела Балка       | Весёлая Балка (Wesjolaja Balka)            |
| Wolodymyriwka            | Володимирівка      | Владимировка (Wladimirowka)                |